# Charente-Maritime
Charente-Maritime (17) is een Frans departement, gelegen in de regio Nouvelle-Aquitaine.

## Geschiedenis
Het departement was een van de 83 departementen die werden gecreëerd tijdens de Franse Revolutie, op 4 maart 1790 door uitvoering van de wet van 22 december 1789, uitgaande van de provincies Aunis en Saintonge. Tot 4 september 1941 heette het departement Charente-Inférieure. Het was onderdeel van de regio Poitou-Charentes tot dat op 1 januari 2016 werd opgeheven.

## Geografie
De Charente-Maritime is omgeven door de departementen Charente, Deux-Sèvres, Dordogne, Gironde en Vendée.
De Charente-Maritime bestaat uit vijf arrondissementen:
- Jonzac
- Rochefort
- La Rochelle
- Saintes
- Saint-Jean-d'Angély

De Charente-Maritime bestaat uit 27 kantons:
- kantons van Charente-Maritime

De Charente-Maritime bestaat uit 472 gemeenten. (stand 1 januari 2018)
- lijst van gemeenten in het departement Charente-Maritime

De Charente-Maritime heeft 4 eilanden voor de kust:
- Île d'Oléron
- Île de Ré
- Île d'Aix
- Île Madame

## Demografie
De inwoners van de Charente-Maritime heten Charentais-Maritimes.

### Demografische evolutie sinds 1962
| Naam              | Index 1962 | Index 1968 | Index 1975 | Index 1982 | Index 1990 | Index 1999 | Index 2008 | Index 2019 |
| ----------------- | ---------- | ---------- | ---------- | ---------- | ---------- | ---------- | ---------- | ---------- |
| Charente-Maritime | 100,0      | 102,7      | 105,7      | 109,0      | 111,9      | 118,3      | 129,9      | 138,0      |
| Frankrijk*        | 100,0      | 107,1      | 113,3      | 117,0      | 121,9      | 126,0      | 133,8      | 140,1      |

| Naam              | Inw./Km² 1962 | Inw./km² 1968 | Inw./km² 1975 | Inw./km² 1982 | Inw./km² 1990 | Inw./km² 1999 | Inw./km² 2008 | Inw./km² 2019 |
| ----------------- | ------------- | ------------- | ------------- | ------------- | ------------- | ------------- | ------------- | ------------- |
| Charente-Maritime | 68,6          | 70,5          | 72,5          | 74,8          | 76,8          | 81,2          | 89,1          | 94,9          |
| Frankrijk*        | 84,2          | 90,1          | 95,4          | 98,5          | 102,7         | 106,1         | 112,7         | 119,7         |

Frankrijk* = exclusief overzeese gebieden
Bron: Recensement Populaire INSEE - 1962 tot 1999 population sans doubles comptes, nadien Population Municipale
Op 1 januari 2022 had Charente-Maritime 668.160 inwoners.

### De 10 grootste gemeenten in het departement
| Nr. | Gemeente        | Aantal inwoners (2022) |
| --- | --------------- | ---------------------- |
| 1   | La Rochelle     | 79.961                 |
| 2   | Saintes         | 25.312                 |
| 3   | Rochefort       | 23.188                 |
| 4   | Royan           | 19.322                 |
| 5   | Aytré           | 9.759                  |
| 6   | Périgny         | 8.802                  |
| 7   | Tonnay-Charente | 8.248                  |
| 8   | Lagord          | 7.594                  |
| 9   | Saujon          | 7.314                  |
| 10  | Surgères        | 6.861                  |

## Afbeeldingen

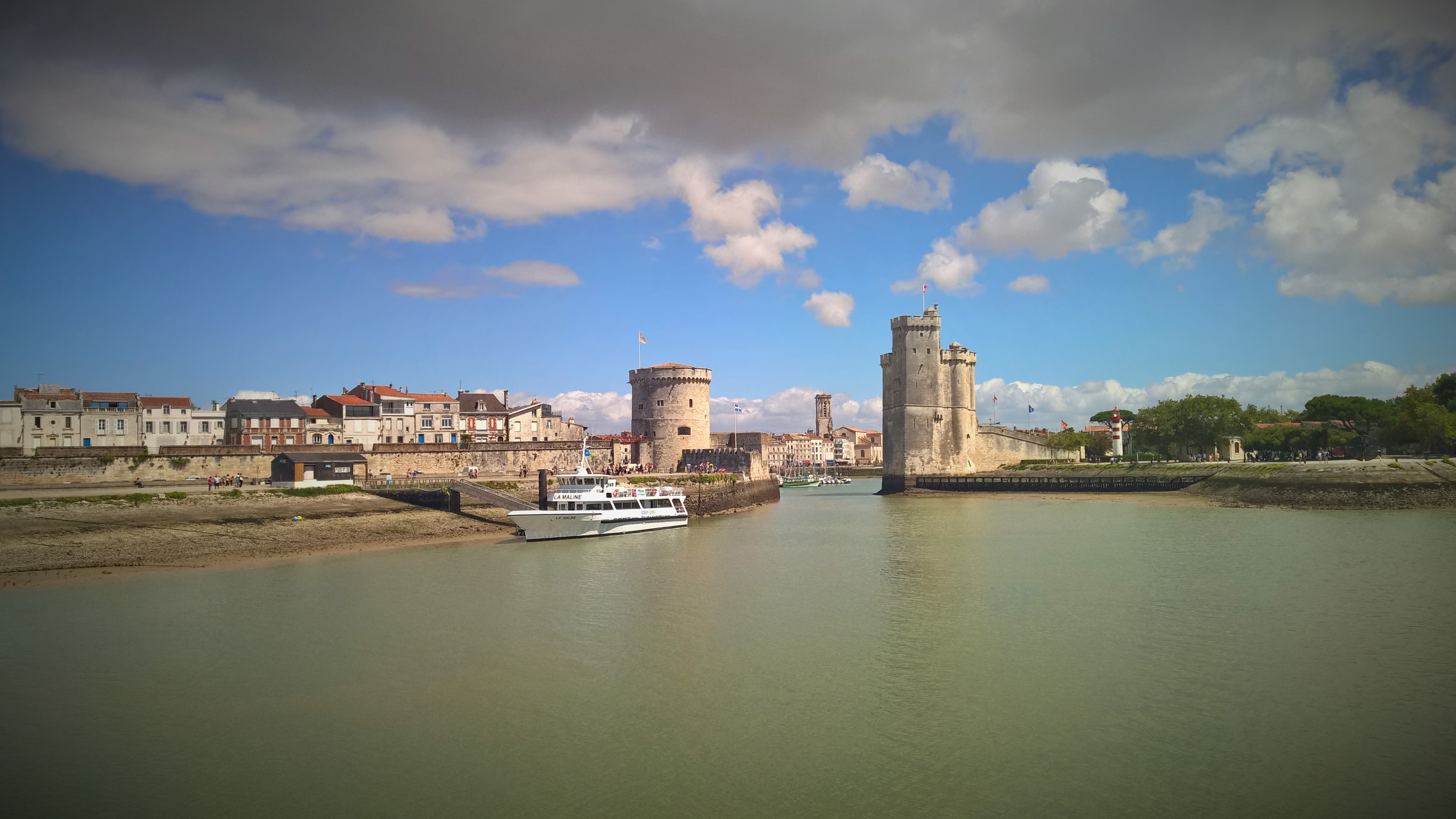
La Rochelle
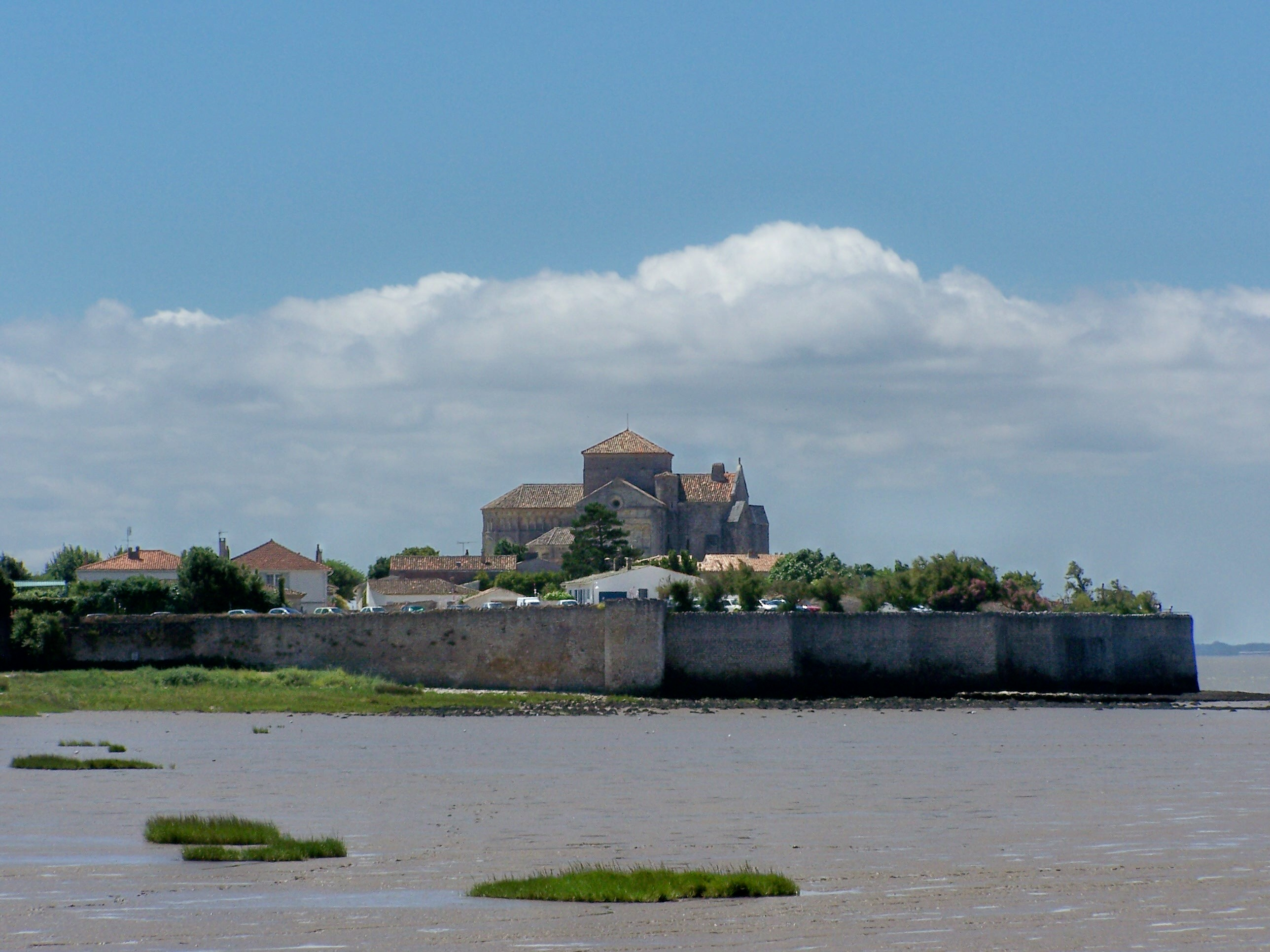
Talmont-sur-Gironde
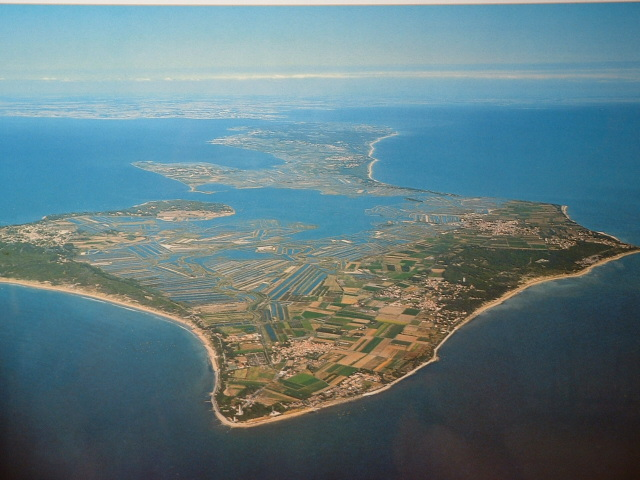
Île de Ré